# Barão de Queluz (Brasil)
Barão de Queluz é um título nobiliárquico brasileiro criado por D. Pedro II do Brasil, a favor de João Tavares Maciel da Costa.
Titulares
1. João Tavares Maciel da Costa (?–1870) – segundo visconde com Grandeza de Queluz;
2. Joaquim Lourenço Baeta Neves (?–1880).